# Richard Flecknoe
Richard Flecknoe (vers 1600 - 1678 ?), est un poète et dramaturge anglais, qui fut l'objet d'une satire de la part de John Dryden.

## Biographie
Flecknoe était probablement d'origine anglaise, mais il n'y a aucune confirmation de la suggestion de Joseph Gillow (en), qu'il était le neveu d'un jésuite d'Oxford, dénommé William Flecknoe, ou plus correctement Flexney.
Le peu de choses qu'on connaît de lui vient principalement d'un recueil de lettres qu'il envoya à des amis et à des mécènes, intitulé « Récit de dix ans de voyage en Europe, en Asie, en Afrique et en Amérique » (1655?). La première de ces lettres fut postée en 1640 de Gand, où il avait fui pour échapper aux conflits de la Première Révolution anglaise. À Bruxelles, il rencontra Béatrice de Cusance, épouse de Charles IV de Lorraine, qui l'envoya à Rome pour obtenir la légalisation de son mariage. Andrew Marvell le rencontra là-bas en 1645, et il décrivit dans une satire pleine d'esprit, Flecknoe, an English Priest at Rome (Flecknoe, un prêtre anglais à Rome) sa maigreur et sa rage à versifier. Il n'était pourtant probablement pas prêtre.
Flecknoe voyagea ensuite au Moyen-Orient, et, en 1648, il traversa l'Atlantique pour se rendre au Brésil, dont il fit une description détaillée. À son retour en Europe, il entra au service de la duchesse de Lorraine à Bruxelles. En 1645, il rentra en Angleterre. Ses convictions royalistes et catholiques ne l'empêchèrent pas d'écrire un livre à la louange d'Oliver Cromwell, The Idea of His Highness Oliver, late Lord Protector (1650), dédié à Richard Cromwell. Cette publication fut oubliée à la Restauration pour faire place aux Heroick Portraits (1660), portraits héroïques de Charles II et d'autres membres de la famille Stuart. John Dryden utilisa son nom comme prétexte pour attaquer Thomas Shadwell dans le poème MacFlecknoe (1682), qui commence ainsi :
| All human things are subject to decay, And when fate summons, monarchs must obey. This F'lecknoe found, who, like Augustus, young Was call'd to empire, and had govern'd long; In prose and verse was own'd, without dispute, Throughout the realms of nonsense, absolute. | Toutes les choses humaines sont sujettes à périr, Et quand le destin ordonne, les rois doivent obéir. Ce Flecknoe sut, tel Auguste jeune, quel être Serait de l'empire le durable maître. En prose et en vers, grâce à son expertise, Il fut admis prince du royaume de la bêtise. |

L'aversion de Dryden semble avoir été causée par l'attitude méprisante de Flecknoe envers les comédiens et par ses attaques contre l'immoralité du théâtre anglais. Ses vers, qui ne méritent pas leur condamnation globale par les critiques, sont en grande partie religieux, et ont été principalement imprimés pour un usage privé. Aucune de ses pièces n'a été jouée, à l'exception de Love's Dominion, annoncée en 1654 comme un « modèle pour le théâtre réformé », titre qui fut modifié en 1664 en Love's Kingdom, with a Discourse of the English Stage. Il s'amusait pourtant à ajouter la liste des acteurs, qu'il aurait sélectionnés, si la pièce avait été jouée. Flecknoe avait beaucoup de relations parmi les catholiques anglais, et Gerard Langbaine dit de lui qu'il connaissait mieux la noblesse que les Muses.
A Discourse of the English Stage, fut réimprimé dans le English Drama and Stage (Roxburghe Library, 1869) de William Hazlitt; Robert Southey, dans son Omniana (1812), protesta contre la dépréciation générale des ouvrages de Flecknoe. Voir aussi Richard Flecknoe (Leipzig, 1905, in Münchener Beiträge zur ... Philologie), par A Lohr, qui a porté une attention extrême à sa vie et à son œuvre.

## Œuvres
- Hierothalamium, or the Heavenly Nuptials of our Blessed Saviour with a Pious Soul, 1626 ;
- The Affections of a Pious Soule unto Christ, expressed in a mixed Treatise of Verse and Prose, Londres, 1640 ;
- The Furnace of Divine Love sufficient to melt the hardest Hearts to Devotion towards our Saviour Christ, écrit en latin par Ludovicus Blosius, traduit en anglais par Richard Flecknoe, Londres, 1642 ;
- Miscellanea; or, Poems of all Sorts, with divers other Pieces, Londres, 1653 ;
- A Relation of Ten Years' Travels in Europe, Asia, Affrique [sic] and America, …, Londres, 1654
- Love's Dominion : a dramatique piece in five acts and in verse, full of excellent moralitie, written as a pattern for the Reformed Stage, Londres, 1654, réimprimée en 1665 sous le titre Love's Kingdom : a Pastoral Tragi-Comedy ;
- The Diarium, or Journal ; divided into twelve Jordanas in Burlesque Rhime or drolling Verse, Londres, 1656 ;
- Enigmaticall Characters, all taken to the Life, Londres, 1658 ;
- The Marriage of Oceanus and Britannia, Londres, 1659 ;
- The Idea of His Highness Oliver, late Lord Protector, Londres, 1659 ;
- Heroick Portraits, with other miscellany Pieces, Londres, 1660 ;
- Erminia ; or, The Fair and Vertuous Lady ; a Tragi-Comedy, Londres, 1661 ;
- The Damoiselles-à-la-Mode : a Comedy, Londres, 1667 ;
- Sir William D'Avenant's Voyage to the other World, a Poetical Fiction, Londres, 1668 ;
- Epigrams of all Sorts, Londres, 1670 ;
- Euterpe Revived, Londres, 1675 ;
- A Treatise of the Sports of Wit, Londres, 1675.